# Desventuradaseilanden

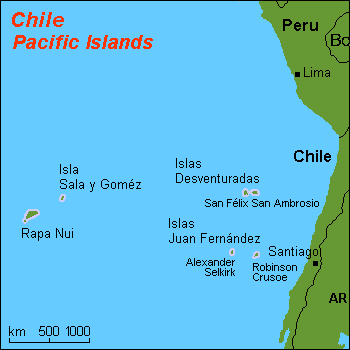
Ligging van de Desventuradaseilanden t.o.v. Chili

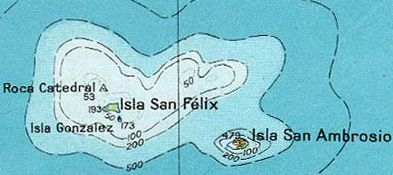
Desventuradaseilanden

De Desventuradaseilanden (Spaans: Islas Desventuradas wat "Eilanden van de Ongelukkigen" betekent) is een kleine eilandengroep op de Nazcaplaat in de Grote Oceaan, behorend tot Chili. De eilanden zijn onbewoond; er is alleen een Chileense marinebasis die ook een klein vliegveld heeft.
De eilandengroep behoort tot de regio Valparaíso en ligt 850 km buiten de kust van het land. De eilandengroep bestaat uit 2 grote eilanden, San Félix en San Ambrosio, en 2 kleinere eilanden, Islote González en Roca Catedral. De totale oppervlakte van de eilanden is 3,9 km². San Félix wordt gebruikt door de Chileense Marine; er is een landingsbaan (ICAO code: SCFX).
De eilanden zijn van vulkanische oorsprong en zijn ontdekt door Juan Fernández op 8 november 1574, maar misschien reeds gezien door Ferdinand Magellaan in 1520.